# Assedio di Bredevoort
L'assedio di Bredevoort, fu un assedio combattuto presso la città di Bredevoort (attuali Paesi Bassi) dall'1° al 10 ottobre 1597, nell'ambito della guerra degli ottant'anni.

## Antefatto
Bredevoort era difesa da due sole compagnie di soldati (200 uomini in tutto), guidati dal capitanio francese Damien Gardot e dal suo luogotenente, l'olandese van Broeckhuysen, dal momento che il conte Hendrik van den Bergh e le sue truppe erano impegnate altrove per conto del governo spagnolo. Bredevoort era considerata una fortezza inespugnabile per l'epoca in quanto era circondata da paludi che rendevano difficile piazzare i cannoni necessari ad assediarla.

## L'assedio

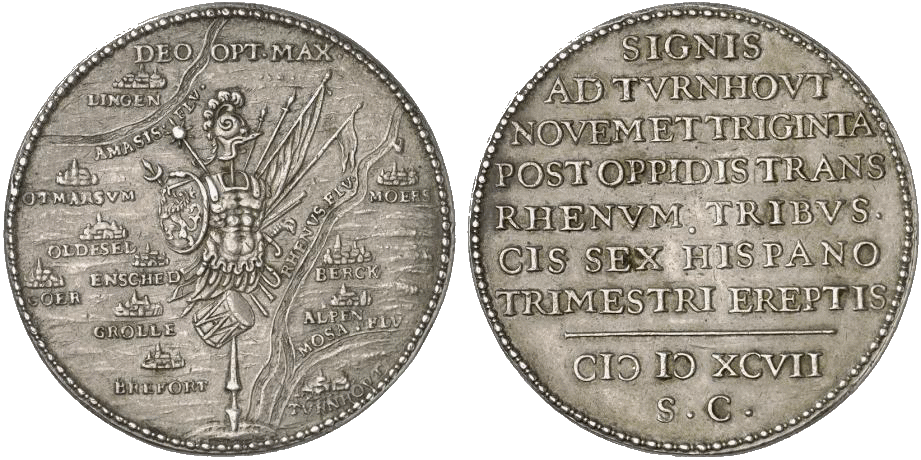
Medaglia commemorativa della campagna del principe d'Orange del 1597

Maurizio avanzò verso la città con 6000 fanti e 1200 cavalieri che includevano 13 compagnie di inglesi al comando del colonnello Horace Vere. Per superare il problema delle paludi Maurizio inventò un nuovo sistema che si rivelò essere fondamentale nello scontro, ovvero dei ponti costituiti da sughero. Questi ponti erano leggeri e mobili e soprattutto, data la natura del materiale, potevano facilmente galleggiare sopra le acque salmastre, consentendo il passaggio delle truppe. Con l'uso di queste piattaforme, l'esercito olandese riuscì ad aprire una grande breccia nelle mura e le truppe di Maurizio invasero la città. Ne seguì una sanguinosa battaglia ed i difensori si ritirarono nel castello locale. I soldati di Maurizio saccheggiarono la città per due giorni, dopo i quali gli spagnoli infine si arresero. I difensori capeggiati da Gardot si accordarono per lasciare la città, ma Maurizio impose loro il pagamento di un riscatto.
Alla ricerca di ulteriori preziosi da saccheggiare, le truppe di Maurizio, di notte, forse con la complicità del fuoco libero di una lanterna, appiccarono un incendio che si sviluppò rapidamente presso diverse costruzioni dell'abitato, lasciando intatte solo venti case. I cittadini, colti dalla paura, si portarono nel castello mentre molti soldati lasciarono la città. Maurizio si adirò moltissimo con le sue truppe per l'incidente causato, ma utilizzò questo fatto per lanciare un messaggio di monito alle città future che avrebbero mostrato resistenza alle truppe olandesi.
Dopo la cattura della città, Maurizio proseguì a conquistare Enschede.